# HTBまめほん
HTBまめほんは昭和45(1970)年から平成13(2001)年まで北海道テレビ放送から不定期に刊行された豆本のシリーズ。

## 概要
スポンサー・代理店・官公庁等の取引先向けのPR資料「HTBニュース」に次ぐ一般向けのPRパンフレットを制作する計画が1969年頃に持ち上がったことに端を発し、年4回発行・1回につき30万円の予算で当初は番組の裏話などを紹介する計画としていたもののタレント写真の使用料が嵩んだことや裏話が集まらずPR誌の企画を断念し、代替案として豆本の制作を決定。
装丁については社内にあったタウン誌「月刊さっぽろ」を正方形に切り揃えたものをベースとした手のひら大のサイズで、9.5センチメートル角の変形本とし、ページ数は60余りとし、字数を25字16行の400文字を基本に割り付けの手間を減らしたものとした。第1作の内容は当時のHTB本社所在地の平岸を紹介するべく当時北海道立美術館の館長を務めていた工藤欣也による「ひらぎし物語」を1970年2月25日に2000部発行、工藤の知人が営む札幌市内の書店に陳列した所好調な売れ行きを見せたことから続刊に至り、北海道の自然・歴史・文化などをテーマとした単作を基本に、年4回刊行とし、それぞれの分野の専門家により読みやすく執筆されたシリーズとした。

## 一覧
| 番号 | タイトル                    | 著者               | 初版発行年月日         | 発行者             | 発行所           | 初版価格 |
| ---- | --------------------------- | ------------------ | ---------------------- | ------------------ | ---------------- | -------- |
| 1    | ひらぎし物語                | 工藤欣弥           | 昭和45(1970)年2月25日  | 北海道テレビ社長室 |                  | 150円    |
| 2    | ライラック                  | 辻井達一           | 昭和45(1970)年5月5日   | 北海道テレビ社長室 |                  | 150円    |
| 3    | 赤レンガ                    | 遠藤明久           | 昭和45(1970)年9月10日  | 北海道テレビ社長室 |                  | 150円    |
| 4    | 定山溪鉄道                  | 桐原酉次           | 昭和45(1970)年9月10日  | 北海道テレビ社長室 |                  | 150円    |
| 5    | スキー                      | 盛合 力            | 昭和46(1971)年1月25日  | 北海道テレビ社長室 |                  | 150円    |
| 6    | えぞキリシタン              | 永田富智           | 昭和46(1971)年3月20日  | 北海道テレビ社長室 |                  | 150円    |
| 7    | ジャガイモ                  | 岩淵啓介           | 昭和46(1971)年5月25日  | 北海道テレビ社長室 |                  | 150円    |
| 8    | 武田斐三郎-幕末のダ・ビンチ | 永田富智           | 昭和46(1971)年7月5日   | 北海道テレビ社長室 |                  | 150円    |
| 9    | 手稲山                      | 乳井洋一           | 昭和46(1971)年9月20日  | 北海道テレビ社長室 |                  | 150円    |
| 10   | 北辺の民家                  | 森本三郎           | 昭和46(1971)年11月3日  | 北海道テレビ社長室 |                  | 150円    |
| 11   | ニシン                      | 平野義見           | 昭和47(1972)年2月29日  | 北海道テレビ社長室 |                  | 150円    |
| 12   | 豊平川ものがたり            | 駒崎元雄           | 昭和47(1972)年4月15日  | 北海道テレビ社長室 |                  | 150円    |
| 13   | 木田金次郎                  | 山田昭夫           | 昭和47(1972)年6月5日   | 北海道テレビ社長室 |                  | 150円    |
| 14   | 時計台                      | 遠藤明久           | 昭和48(1973)年1月15日  | 北海道テレビ社長室 |                  | 150円    |
| 15   | さっぽろ西洋館              | 伊藤 仁            | 昭和48(1973)年3月10日  | 北海道テレビ社長室 |                  | 200円    |
| 16   | 熊彫り                      | 大島日出生         | 昭和48(1973)年4月10日  | 北海道テレビ社長室 |                  | 150円    |
| 17   | 北海道のわらべうた          | 樋口忠次郎         | 昭和48(1973)年8月20日  | 北海道テレビ企画局 |                  | 150円    |
| 18   | 狸小路                      | 金田一昌三         | 昭和48(1973)年9月25日  | 北海道テレビ企画局 |                  | 150円    |
| 19   | エンレイソウ                | 鮫島惇一郎         | 昭和49(1974)年3月20日  | 北海道テレビ放送   |                  | 150円    |
| 20   | 札幌のチンチン電車          | 長南千代吉         | 昭和49(1974)年6月30日  | 北海道テレビ放送   |                  | 150円    |
| 21   | アイヌ犬                    | 土屋良雄           | 昭和49(1974)年12月25日 | 北海道テレビ放送   |                  | 150円    |
| 22   | 北の名人                    | 北海道テレビ編     | 昭和50(1975)年12月15日 | 阿部要介           | 北海道テレビ放送 | 150円    |
| 23   | 豊平館                      | 遠藤明久           | 昭和51(1976)年1月15日  | 阿部要介           | 北海道テレビ放送 | 200円    |
| 24   | サッポロビール              | 穴釜升夫           | 昭和51(1976)年9月30日  | 阿部要介           | 北海道テレビ放送 | 200円    |
| 25   | 北大植物園                  | 辻井達一           | 昭和51(1976)年11月30日 | 阿部要介           | 北海道テレビ放送 | 200円    |
| 26   | 洞爺湖                      | 森 松治            | 昭和52(1977)年3月30日  | 阿部要介           | 北海道テレビ放送 | 200円    |
| 27   | 夕張メロン                  | 豊田祐一           | 昭和52(1977)年6月15日  | 阿部要介           | 北海道テレビ放送 | 200円    |
| 28   | 羊ケ丘                      | 高畑 慈            | 昭和52(1977)年7月30日  | 阿部要介           | 北海道テレビ放送 | 200円    |
| 29   | 南千島                      | 鈴木吉蔵           | 昭和53(1978)年3月25日  | 阿部要介           | 北海道テレビ放送 | 200円    |
| 30   | 有珠山                      | 岡村正吉           | 昭和53(1978)年6月15日  | 阿部要介           | 北海道テレビ放送 | 200円    |
| 31   | ヤマベ                      | 和田義雄           | 昭和53(1978)年8月10日  | 阿部要介           | 北海道テレビ放送 | 200円    |
| 32   | おたる西洋館                | 今村敏明・角 幸博  | 昭和53(1978)年12月25日 | 阿部要介           | 北海道テレビ放送 | 280円    |
| 33   | ドサンコ                    | 八戸芳夫           | 昭和54(1979)年12月25日 | 阿部要介           | 北海道テレビ放送 | 200円    |
| 34   | はこだて西洋館              | 今村敏明・岡田一彦 | 昭和55(1980)年5月5日   | 阿部要介           | 北海道テレビ放送 | 300円    |
| 35   | 砂糖だいこん                | 吉田 博            | 昭和55(1980)年10月20日 | 阿部要介           | 北海道テレビ放送 | 300円    |
| 36   | ハマナス                    | 荒澤勝太郎         | 昭和56(1981)年4月25日  | 阿部要介           | 北海道テレビ放送 | 300円    |
| 37   | あさひかわ西洋館            | 今村敏明・山口敬子 | 昭和56(1981)年11月25日 | 阿部要介           | 北海道テレビ放送 | 300円    |
| 38   | 函館山                      | 宗像英雄           | 昭和57(1982)年3月25日  | 阿部要介           | 北海道テレビ放送 | 300円    |
| 39   | ストーブ物語                | 阿部要介           | 昭和57(1982)年9月13日  | 菊地 寛            | 北海道テレビ放送 | 300円    |
| 40   | 江差追分                    | 脇 哲              | 昭和58(1983)年5月5日   | 菊地 寛            | 北海道テレビ放送 | 300円    |
| 41   | 新 さっぽろ西洋館           | 今村敏明・小松瑛子 | 昭和58(1983)年6月10日  | 菊地 寛            | 北海道テレビ放送 | 300円    |
| 42   | クサベラ・レーメ            | 東 延江            | 昭和58(1983)年9月20日  | 菊地 寛            | 北海道テレビ放送 | 300円    |
| 43   | 北海道開拓の村              | 今村敏明・中村 齋  | 昭和59(1984)年6月1日   | 菊地 寛            | 北海道テレビ放送 | 300円    |
| 44   | 北の獅子舞                  | 川嶋康男           | 昭和60(1985)年5月30日  | 菊地 寛            | 北海道テレビ放送 | 300円    |
| 45   | ニセコの山々                | 武井静夫           | 昭和60(1985)年12月10日 | 菊地 寛            | 北海道テレビ放送 | 300円    |
| 46   | 基礎スキーの群像            | 棚部保徳           | 昭和61(1986)年3月20日  | 菊地 寛            | 北海道テレビ放送 | 300円    |
| 47   | 練習船おしょろ丸            | 藤井武治           | 昭和61(1986)年9月30日  | 棚部保徳           | 北海道テレビ放送 | 300円    |
| 48   | アスパラガス                | 前田克己           | 昭和61(1986)年12月31日 | 棚部保徳           | 北海道テレビ放送 | 300円    |
| 49   | 袋㵎                        | 河野本道           | 昭和62(1987)年8月15日  | 棚部保徳           | 北海道テレビ放送 | 300円    |
| 50   | 北大交響楽団                | 川越守             | 昭和63(1988)年1月31日  | 菊地 寛            | 北海道テレビ放送 | 300円    |
| 51   | コンブ                      | 大石圭一           | 昭和63(1988)年10月15日 | 菊地 寛            | 北海道テレビ放送 | 300円    |
| 52   | つきさっぷ                  | 寺尾隆雄           | 平成元(1989)年3月30日  | 菊地 寛            | 北海道テレビ放送 | 300円    |
| 53   | 雁の郷 宮島沼               | 草野貞弘           | 平成3(1991)年3月30日   | 菊地 寛            | 北海道テレビ放送 | 300円    |
| 54   | 北海道の灯台                | 小山心平           | 平成3(1991)年7月10日   | 菊地 寛            | 北海道テレビ放送 | 300円    |
| 55   | ジョウザンシジミ            | 小山弘昭           | 平成4(1992)年5月30日   | 菊地 寛            | 北海道テレビ放送 | 300円    |
| 56   | 歴史と建物の散歩道          | 今村敏明・角 幸博  | 平成6(1994)年3月31日   | 菊地 寛            | 北海道テレビ放送 | 300円    |
| 57   | 遺愛女学校                  | 長谷川みさを       | 平成7(1995)年4月30日   | 菊地 寛            | 北海道テレビ放送 | 300円    |
| 58   | 大雪山の父・小泉秀雄        | 清水敏一           | 平成8(1996)年4月10日   | 菊地 寛            | 北海道テレビ放送 | 300円    |
| 59   | 小樽ガラス物語              | 大石 章            | 平成9(1997)年6月16日   | 北 千佐子          | 北海道テレビ放送 | 300円    |
| 60   | サケ                        | 木村義一           | 平成10(1998)年9月30日  | 北 千佐子          | 北海道テレビ放送 | 300円    |
| 61   | 利尻島                      | 西谷榮治           | 平成11(1999)年8月10日  | 北 千佐子          | 北海道テレビ放送 | 300円    |
| 62   | サロベツ                    | 富士元寿彦         | 平成13(2001)年12月15日 | 北 千佐子          | 北海道テレビ放送 | 300円    |
| 別冊 | すすきの案内                | 北海道テレビ社長室 | 昭和45(1970)年6月10日  | 北海道テレビ社長室 |                  | 100円    |